# Joseph Lehmann (prêtre)
Pour les articles homonymes, voir Joseph Lehmann et Lehmann.
Joseph Lehmann ou Lémann (1836-1915) est un prêtre catholique français, et le frère jumeau d'Augustin Lehmann. Élevés dans une riche famille juive ashkénaze de Lyon, ils se convertissent ensemble au catholicisme à l'âge de 18 ans et sont ordonnés prêtres à 24.
Ils ont écrit environ 150 ouvrages, notamment relatifs aux rapports entre le catholicisme et le judaïsme, et sur le destin spirituel du peuple juif.

## Biographie
Édouard Lehmann (futur Joseph), et son frère jumeau monozygote Achille (futur Augustin) naissent le 18 février 1836 à Lyon. Tôt orphelins, ils sont élevés par des oncles et tantes dans une riche famille juive de l'aristocratie lyonnaise.

### Conversion et ordination
Le 29 avril 1854, alors âgé de 18 ans, Édouard et Achille sont baptisés dans l’Église catholique, à l'insu de leur famille, et prennent les noms de Joseph et Augustin. La découverte de leur conversion crée un grand émoi dans leur famille et la communauté juive locale qui font pression sur les jeunes hommes afin qu'ils renient leur nouvelle foi. Les injonctions du rabbin, les menaces des oncles et les pleurs des tantes n'y feront rien, les deux frères restent inébranlables : « Nous sommes chrétiens ! Nous resterons chrétiens ! ».
Les deux frères sont ordonnés prêtres en 1860. 

## Vie pastorale
Ils fondèrent en 1892 le couvent Monastère Notre-Dame-du-Mont-Carmel à Haïfa pour les Carmélites, mais aussi plusieurs orphelinats et des écoles.
Les deux frères ont été faits chanoines honoraires de la Primatiale de Lyon en 1894, chanoines honoraires des cathédrales de Beauvais, Bourges, Langres et Reims. En 1899, ils furent faits chanoines honoraires de Montpellier et Joseph fut nommé en 1899 chanoine honoraire d'Athènes. 
Le 18 avril 1908, le cardinal Coullié, archevêque de Lyon, leur fit part de l'arrivée des lettres pontificales du pape Pie X leur conférant la dignité de Prélats domestiques de Sa Sainteté, dits encore Prélats Romains, ce qui leur donnait le titre de Monseigneur. Les deux Brefs leur conférant à chacun la prélature (Te Antistitem Urbanum seu Domus Pontificalis Praesulem facimus), signés par le cardinal Merry del Val, sont datés du 7 avril 1908.
Proches du pape Pie IX, ils participèrent au Ier concile œcuménique du Vatican et y rédigèrent un Postulatum.

## Publications
Signées par les deux frères Lehmann
- Une très ancienne prophétie
- Valeur de l'assemblée qui prononça la peine de mort contre Jésus-Christ, 1876
- La Cause des restes d'Israël introduite au concile œcuménique du Vatican, 1912

Signées par Joseph Lehmann
- Jeanne d’Arc et les héroïnes juives, 1873, Texte en ligne
- L'Entrée des Israélites dans la société française, Victor Lecoffre, 1886.
- La Prépondérance juive, sous-titré, ses origines, 1re partie, 1889
- La Religion de combat, 1891
- La Prépondérance juive, sur-titré Napoléon 1er et les Israélites, 2e partie, 1894
- Rothschild, 1896[4]
- Les nations frémissantes contre Jésus Christ et son église, réédition aux Éditions Delacroix.

## Sources
- P. Théotime de Saint-Just OMC, Les Frères Lémann, Juifs convertis, Paris, Librairie S. François, 1937